# Ямские острова
Ямские острова — небольшой архипелаг, состоящий из островов, расположенных в южной части залива Шелихова, к востоку от полуострова Пьягина.
Ямский архипелаг состоит из следующих островов:
- остров Матыкиль,
- остров Атыкан,
- остров Баран,
- остров Катемалью,
- острова Коконце.

## География
Ямские острова, как и побережье полуострова Пьягина представлены отвесными скалами, у подножия которых имеются небольшие галечные пляжи, большей частью затапливаемые во время высоких приливов. В районе Ямских островов наблюдаются сильные приливно-отливные морские течения со скоростью до 10 км/ч, что даже при слабом ветре приводит к образованию беспорядочных крутых и высоких волн, а в период штормов высота их может достигать 5—6 м. Амплитуда приливов 6—8 м. Всё это создаёт опасные условия для мореплавания, особенно на маломерных судах. Осадков до 450 мм в год.
Растительность на скалах и осыпях всех островов представлена несомкнутыми травянистыми сообществами из нескольких десятков видов. Только на самом крупном о. Матыкиль (максимальная отметка около 700 м над уровнем моря) выше этого своеобразного травянистого высотного пояса, где влияние птиц ослаблено, расположены горные кустарничковые тундры, заросли низких кустарников и разнотравно-вейниковые луга.
В архипелаге располагается одни из крупнейших в северной части Тихого океана колонии морских птиц, общая численность которых превышает 10 млн особей. Они образованы гнездовьями различных видов чистиковых (тонкоклювой и толстоклювый кайр, большой конюги, конюги-крошки, белобрюшки, очкового чистика, топорка, ипатки — 2 видов), чаек (тихоокеанской морской и моевки), а также берингова баклана и глупыша. На Ямских островах обитает глупыш, его гнездовое скопление (около 1 млн особей) является самой значительной из его дальневосточных колоний. На крупнейшем из Ямских островов, острове Матыкиль, находится самое северное в Охотском море репродуктивное лежбище сивучей, включённых в Красную книгу.
В области холодного Пьягинского течения, на участке от Ямских островов до п-ова Кони существует один из важнейших в Охотском море очагов продуктивности фито- и зоопланктона. В прибрежных водах, прилегающих к побережью полуостровов Кони и Пьягина, а также Ямских островов, обитают три вида настоящих (ларга, акиба, лахтак) и один вид ушастых тюленей, три вида китообразных.
Ямские острова с прилегающими водами являются частью Магаданского государственного природного заповедника.